# Demonax angusticollis
Demonax angusticollis är en skalbaggsart som beskrevs av Aurivillius 1928. Demonax angusticollis ingår i släktet Demonax och familjen långhorningar.
Artens utbredningsområde är Filippinerna. Inga underarter finns listade i Catalogue of Life.